# ودرزفیلد، ورمونت
ودرزفیلد (به انگلیسی: Weathersfield) یک منطقهٔ مسکونی در ایالات متحده آمریکا است که در شهرستان وینزر، ورمانت واقع شده‌است.
 ودرزفیلد ۱۱۴٫۵ کیلومتر مربع مساحت و ۲٬۸۲۵ نفر جمعیت دارد و ۳۷۷ متر بالاتر از سطح دریا واقع شده‌است.